# Бучин-Дворський
Бучин-Дворський (пол. Buczyn Dworski) — село в Польщі, у гміні Косув-Ляцький Соколовського повіту Мазовецького воєводства.
Населення — 50 осіб (2011).
У 1975-1998 роках село належало до Седлецького воєводства.

## Демографія
Демографічна структура станом на 31 березня 2011 року:
|          | Загалом | Допрацездатний вік | Працездатний вік | Постпрацездатний вік |
| -------- | ------- | ------------------ | ---------------- | -------------------- |
| Чоловіки | 24      | 2                  | 18               | 4                    |
| Жінки    | 26      | 6                  | 12               | 8                    |
| Разом    | 50      | 8                  | 30               | 12                   |